# Manuel Colmeiro y Penido
Manuel Colmeiro y Penido (Santiago di Compostela, 1818 – Madrid, 11 agosto 1894) è stato un economista, storico e politico spagnolo deputato e senatore a vita fu tra i fondatori della Società Libera di Economia Politica.

## Biografia
Manuel Colmeiro y Penido studiò Filosofia e Diritto nella sua città natale, Santiago di Compostela, dove ottenne la cattedra di Economia Politica e quella di Diritto Amministrativo a Madrid.

Fu un importante economista che partendo da iniziali posizioni protezionistiche approdò al liberismo essendo tra i fondatori della Società Libera di Economia Politica, con Laureano Figuerola, Pastor, Rodríguez, Echegaray, Moret e altri liberali. 

Fu membro della Reale Accademia di Storia e di quella di Scienze Morali e Politiche. Fu deputato liberale e senatore per la provincia di Pontevedra nella legislatura del 1871-1872 durante il breve regno costituzionale di Amedeo I di Spagna. Lo fu anche nella legislatura del 1879-1880 per la Real Academia de la Historia e infine Senatore a vita nella legislatura del 1881-1882.

Nel centenario della morte avvenuta a Madrid l'11 agosto 1894, la Giunta della Galizia (Spagna) ha istituito il premio a lui intitolato inerente ai lavori di carattere giuridico, economico o sociologico riguardanti la pubblica amministrazione della Galizia.

## Opere

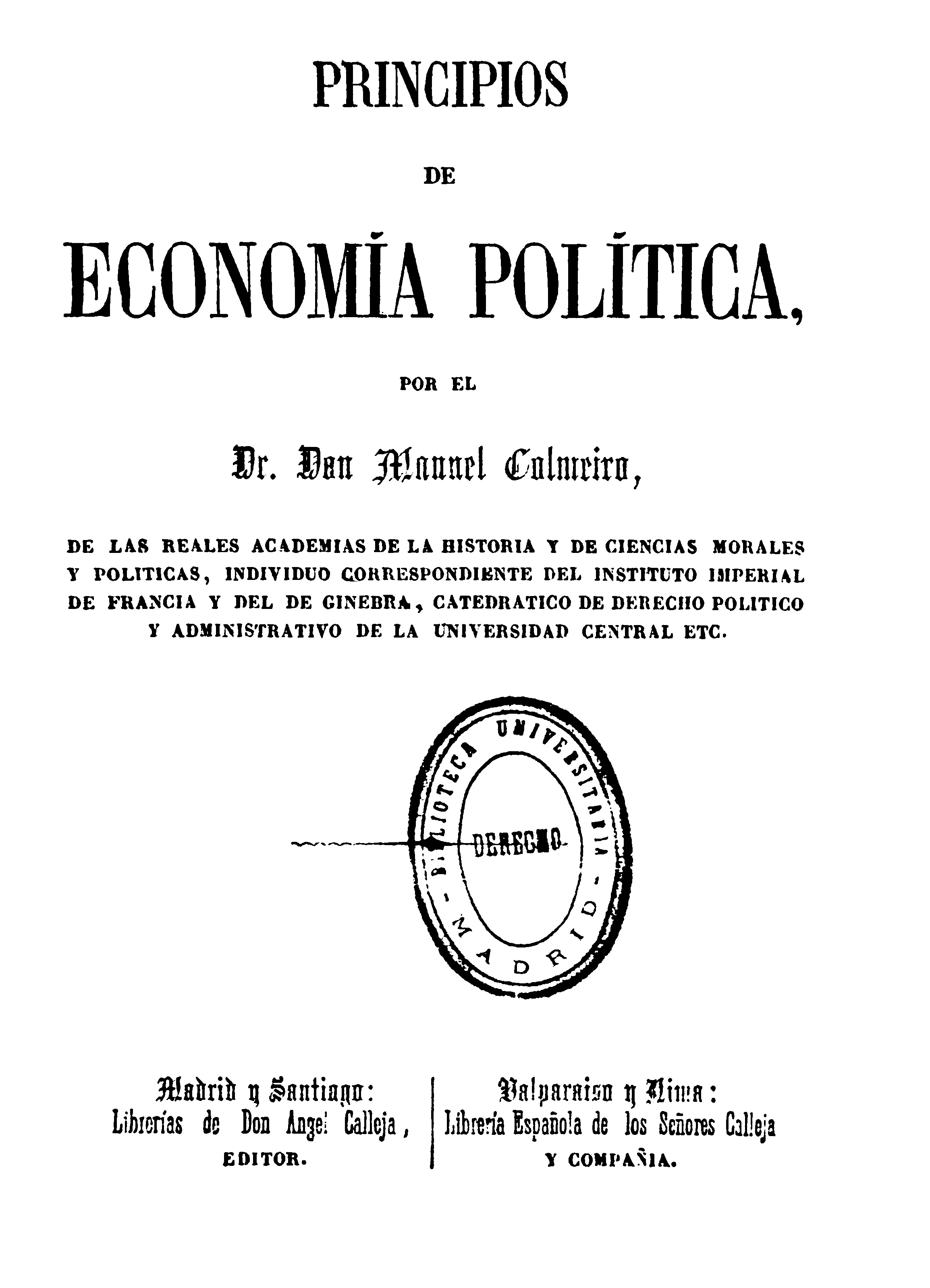
Principios de Economía Política por el Dr. Don Manuel Colmeiro, 1859.

- J. Droz Economia política ó principios de la ciencia de las riquezas traduzione in spagnolo con introduzione e note di Manuel Colmeiro Penido - Madrid - 1842
- Memoria sobre el modo de remediar los males inherentes á la extremada subdivision de la propiedad territorial en Galicia un foglio senza data
- Tratado elemental de Economia política ecléctica Madrid - 1845
- De la constitucion y del gobierno de los reinos de Leon y Castilla 2 volumi.
- Derecho administrativo español Madrid - 1850 - ristampato nel 1995 a Santiago di Compostela dalla "Escola Galega de Administración Pública"
- Discurso de los políticos y arbitristas españoles de los siglos XVI y XVII y su influencia en la gobernación del Estado letto alla "Real Academia de la Historia Madrid" - 1857
- Derecho constitucional de las Repúblicas Hispano- Americanas Madrid - 1858
- Principios de Economía política Madrid - 1859[2]
- Historia de la Economía Política en España - 1863
- Elementos de Derecho Político y Administrativo de España Madrid - 1870
- Curso de Derecho político: según la Historia de León y Castilla - 1873
- Biblioteca de los economistas españoles de los siglos XVI, XVII y XVIII Madrid "Real Academia de Ciencias Morales y Políticas" - 1880 ristampato nel 1947, 1954 e 1979